# Семанів Віктор Михайлович

## Біографія
Віктор Семанів народився 10 жовтня 1958 року. Мати — вчителька, а батько працював на різних посадах в райсільгоспі.
З 1965 року навчався в Теребовлянської школі № 1, яку закінчив із золотою медаллю в 1975 році.
У 1975 році вступив до Київського державного інституту театру та кіно ім. І. К. Карпенка-Карого. Навчався за спеціальністю «кінорежисура». Був одним з кращих учнів у творчій майстерні народного артиста УРСР В. Т. Денисенка.
У 1980 році на Всесоюзному кінофестивалі студентських фільмів, як режисер, презентував свій дипломний фільм «Злодій», знятий за однойменною новелою Василя Стефаника. Сценарій до цього фільму було написано Віктором Семанівим у співавторстві з Юрієм Сорокою. Це була надзвичайно смілива, можно навіть сказати революційна робота. Твори Василя Стефаника завжди були вершиною досконалості жанру української соціально-психологічної новели, без нав'язливих шаблонів критичного реалізму, вузької провінційності побутописання, демонструючи досконалість у новому баченні дрібниць життя, без удаваної байдужості й манірності. Екранізація твору відобразила цікаві бурхливі стрибки душевних настроїв, кризи сумління, алогічне у діях і вчинках та глибину переживаню, притаманних творчості В. Стефаника.
У 1980 році короткометражний фільм «Злодій» отримав перемогу в номінації найкращої екранізації на кінофестивалі «Амірані-80» (Грузія).
У 1980—1982 роках служив в армії.
З 1980 року працював в Одеській кіностудії . За цей час Віктору Семаніва вдалося попрацювати асистентом режисера, другим режисером і режисером — постановником.
У 1986 році зняв фільм-дебют «Стежка до серця», який був представлений на кінофестивалі «Молодість» в місті Києві.
Брав участь в виробництві кінокартин «Я — Хортиця», «Повернись живим», «Траса» та багато інших.
У 1991 році на кіностудії ім. Довженка, як режисер-постановник, зняв знакову кінокартину, пригодницьку комедію «Тримайся, козаче!» За сценарієм Валерія Положия і Євгенії Сацької, який і на сьогоднішній день утримує рейтинги [Архівовано 7 травня 2018 у Wayback Machine.] nskih-f-lm-vv-alfav-tnomu-poryadku / серед україномовних[недоступне посилання з червня 2019] козацьких [Архівовано 7 травня 2018 у Wayback Machine.] фільмів того часу. У картині зайняті одні з кращих акторів українського кіно 90-х: Оксана Стеценко, Леонід Бухтіяров, Галина Долгозвяга, Володимир У л t77783 t ков, Володимир Чубарєв, Леонід Яновський, Ігор Слободський, Петро Бенюк, Богдан Бенюк, Марія Боленко. Ця легка комедія [Архівовано 7 травня 2018 у Wayback Machine.] органічно занурює глядача в історичні події часів Запорізької Січі, що відбувалися з жителями українського села. Більше 6-ти років тому пішов воювати з турками козак Максим. У Туреччині йому довелося опинитися в полоні, втекти з якого козакові допомагає красива дівчина-іновірку. Молода пара мріє поєднати свої долі. Але що скаже мати Максима, коли син повернеться додому не один? Щоб безперешкодно дістатися до рідного села, він переодягають свою кохану в чоловічий одяг і дає їй чоловіче ім'я Арсен. Приклеївши ще й вуса, Арсен став дійсно схожий на стрункого юнака. Дівчина чудово тримається в сідлі, вільно звертається з шаблею і влучно стріляє. Вона без праці стає вірним і незамінним помічником нашому козакові. Але, приїхавши до матері, Максим дізнається про те, що в селі сталося лихо: сільських дітлахів під час купання в річці викрали невідомі. Недовго думаючи, він відразу ж вирішується їхати на пошуки дітей. Тим часом мати вже підшукує синові пару і мріє оженити його відразу ж після повернення. Закоханих чекають захопливі пригоди і випробування. Чи зможуть вони знайти дітей і повернути їх в рідні сім'ї? Дивитися фільм «Тримайся, козаче!» на одному диханні допомагає колоритна атмосфера Запорізької Січі, створена режисером картини Віктором Семанів. Прекрасні історичні костюми, чудові пейзажні зйомки і тонкий акторський гумор, — фільм «Тримайся, козаче!» викликає позитивні емоції і інтерес до історії. Творці картини точно і з легкою іронією передають національний колорит сільської місцевості та її жителів: це і діалоги героїв, і музичний супровід відеоряду, предмети побуту та вжитку і навіть домашні тварини — атмосфера побуту Запорізької Січі XVIII століття. У фільмі невимушено, легко і цікаво поширюються такі головні цінності людства, як любов, дружба, порядність, взаєморозуміння, гармонія. Завдяки відмінній режисурі, глядач зможе насолодитися красою України та разом з головними героями пережити незабутні пригоди Фільм очолював рейтинг прокатного списку в Україні і досі отримує найвищі оцінки критиків і телеглядачів.
Як актор знімався в багатьох фільмах. У 1976 році в кіноальманаху «Дніпровський вітер» зіграв мисливця-початківця — Павлушу.
Писав вірші, сценарії, новели, чудові статті, захоплювався живописом, музикою, чеканкою, гравюрою, ювелірною справою, мистецтвом фотографії та усім творчим, де проявив, реалізував себе, як творчу, самобитну, неординарну та дуже талановиту людину.  [Архівовано 27 квітня 2018 у Wayback Machine.].
Похований на Ново-Богородському кладовищі, під Москвою (Аксьонов-Бутирське сільське поселення, Московська область, Ногінський район, село Тимохово), ділянка 15-15.